# Gaoua
Gaoua est le chef-lieu du département de Gaoua, ainsi que de la province du Poni dans la région du Sud-Ouest au Burkina Faso.

## Géographie

### Situation
Gaoua est située au Sud-Ouest de Ouagadougou, à 381 km de la capitale du Burkina Faso, à 45 km au nord de la frontière ivoirienne et de 30 km à l'ouest de la frontière ghanéenne.
Principale ville du sud du pays, c'est la capitale du peuple Lobi.

### Nature et environnement
Se rapprochant de la zone de climat tropical, son climat est plus clément qu'au nord du pays, les précipitations sont plus importantes et la verdure plus abondante.

## Administration

### Secteurs
La ville de Gaoua est structurée en huit secteurs urbains, pour une population totale de 25 104 habitants en 2006, date du dernier recensement général de la population :
- Secteur 1 : 3 197 habitants
- Secteur 2 : 7 728 habitants
- Secteur 3 : 5 096 habitants
- Secteur 4 : 3 578 habitants
- Secteur 5 : 1 741 habitants
- Secteur 6 : 1 022 habitants
- Secteur 7 (Tonkar[2]) : 1 612 habitants
- Secteur 8 : 1 130 habitants

### Jumelages et accords de coopération
- Fontenay-le-Comte (France) depuis 1989

## Économie

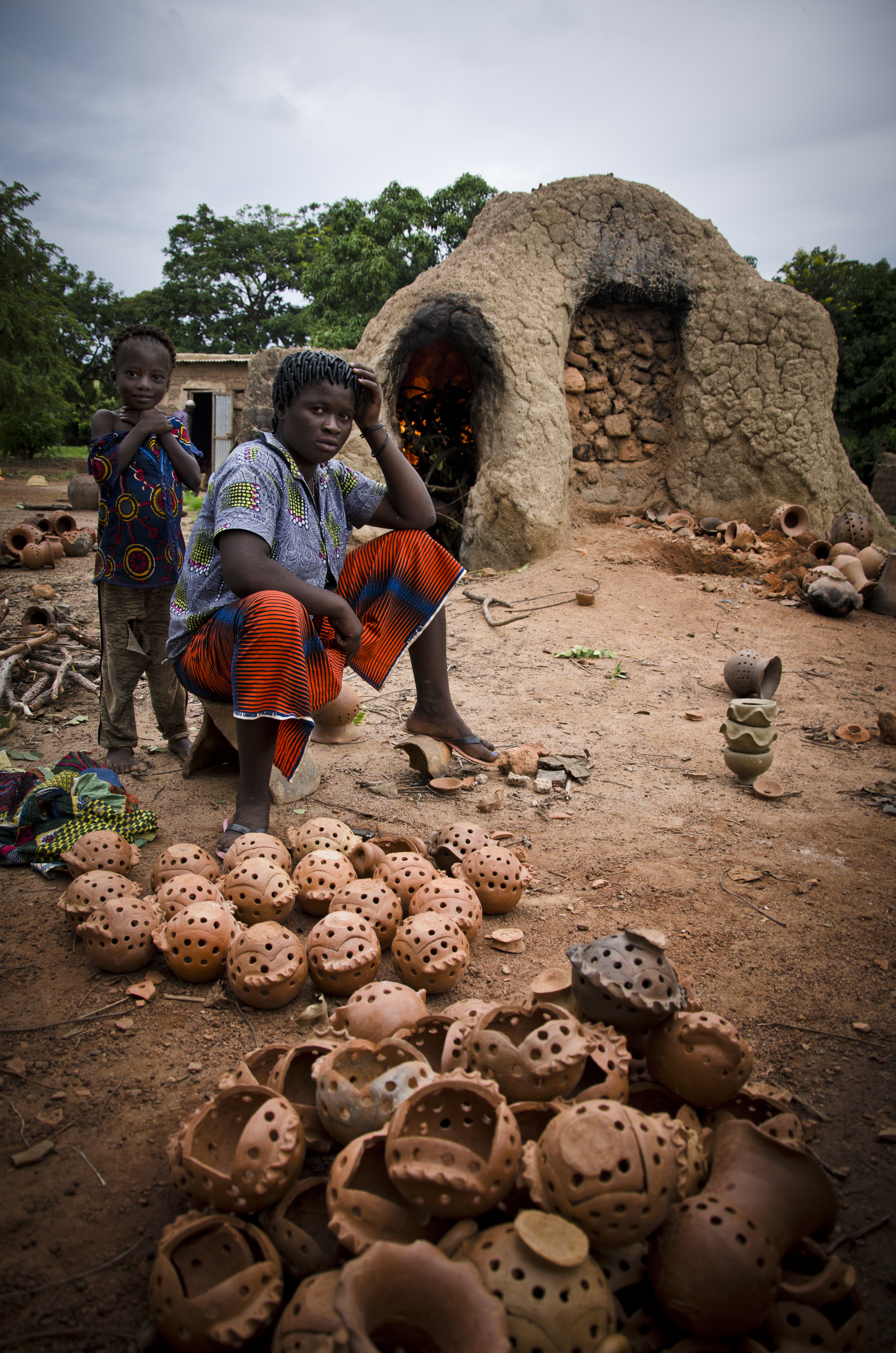
Vente de poterie lobi.

Principale ville du sud du pays, Gaoua accueille toutes les administrations régionales et des antennes des principaux organismes de services (banques, télécommunications, etc).
Le marché du dimanche y est très important.

## Transports
La commune est traversée par la route nationale 11 (RN 11) ainsi que par la route nationale 12 (RN 12).
L'aérodrome de Gaoua est situé à environ 5 km au nord de la ville près de la RN 12.

## Santé et éducation
Gaoua accueille le centre hospitalier régional (CHR) de la province ainsi qu'un centre de santé et de promotion sociale (CSPS) à Tonkar (secteur 7) et un dispensaire municipal dans le secteur 1 auxquels s'ajoute la clinique privée Notre-Dame-du-Perpétuel-Secours.
La ville possède trois écoles primaires (A, B et C), un lycée municipal, un lycée provincial Bafuji et le lycée privé Tongba.

## Culture et patrimoine

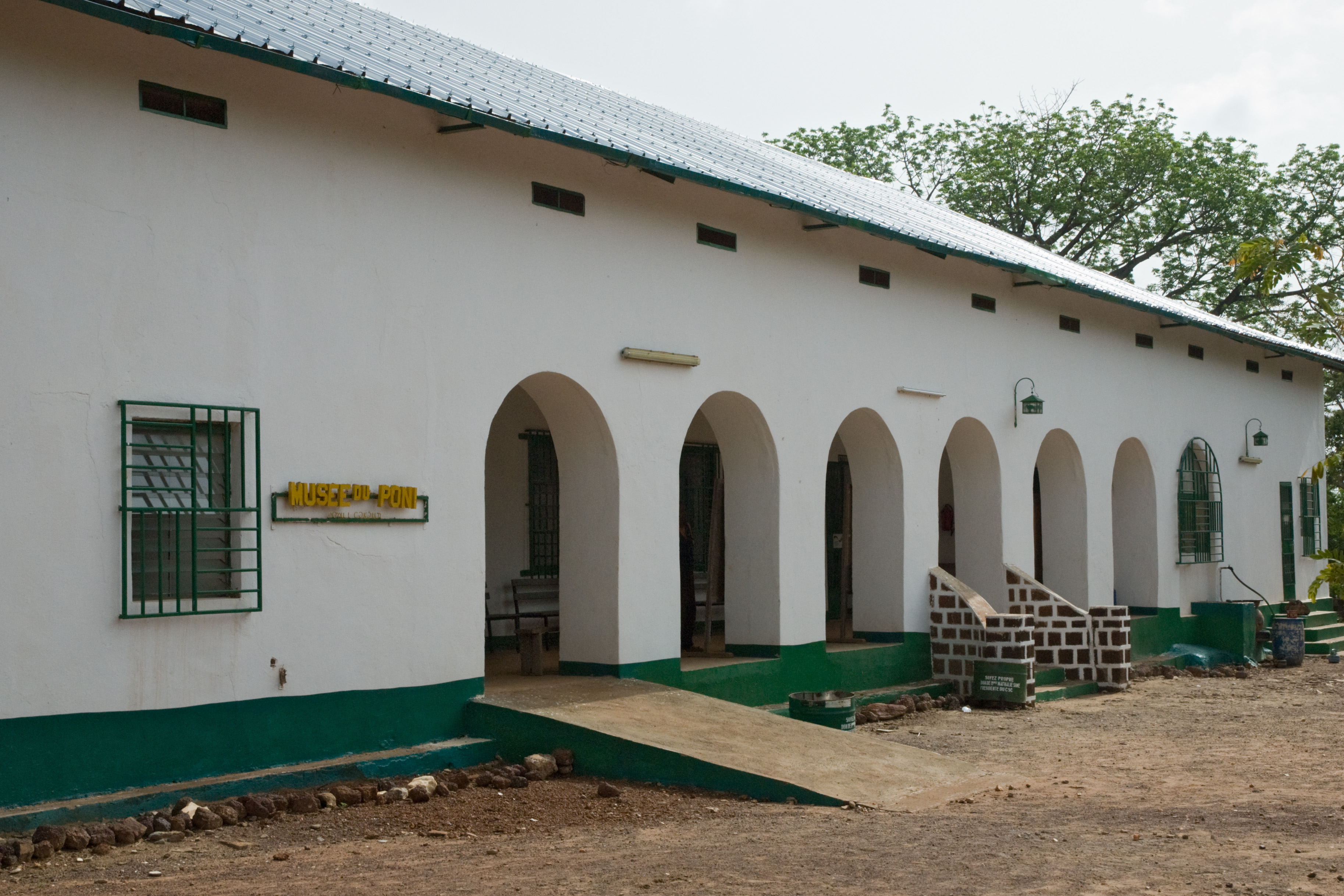
Le Musée du Poni à Gaoua.

Le musée régional des civilisations du Sud-Ouest ou « Musée du Poni » est situé près des bâtiments de la préfecture. Il a été créé en 1990 par la Française Madeleine Père (1923–2002), auteure d'une thèse sur la tribu lobi qui a vécu près de Gaoua jusqu'à sa mort. Le musée abrite une présentation de la culture et des traditions des populations lobi, mais aussi birifor, dagara, puguli, touni et gan.

### Religions
La cathédrale du Sacré-Cœur de Gaoua est le siège d'un évêché catholique créé le 30 novembre 2011.
Gaoua accueille également une mosquée.

## Personnalités liées à Gaoua
- Nani Palé, décédé le 16 octobre 1982 à Gaoua